# Hyberis rugosum
Hyberis rugosum là một loài bọ cánh cứng trong họ Zopheridae. Loài này được Westwood miêu tả khoa học năm 1883.